# Piusplatz (München)

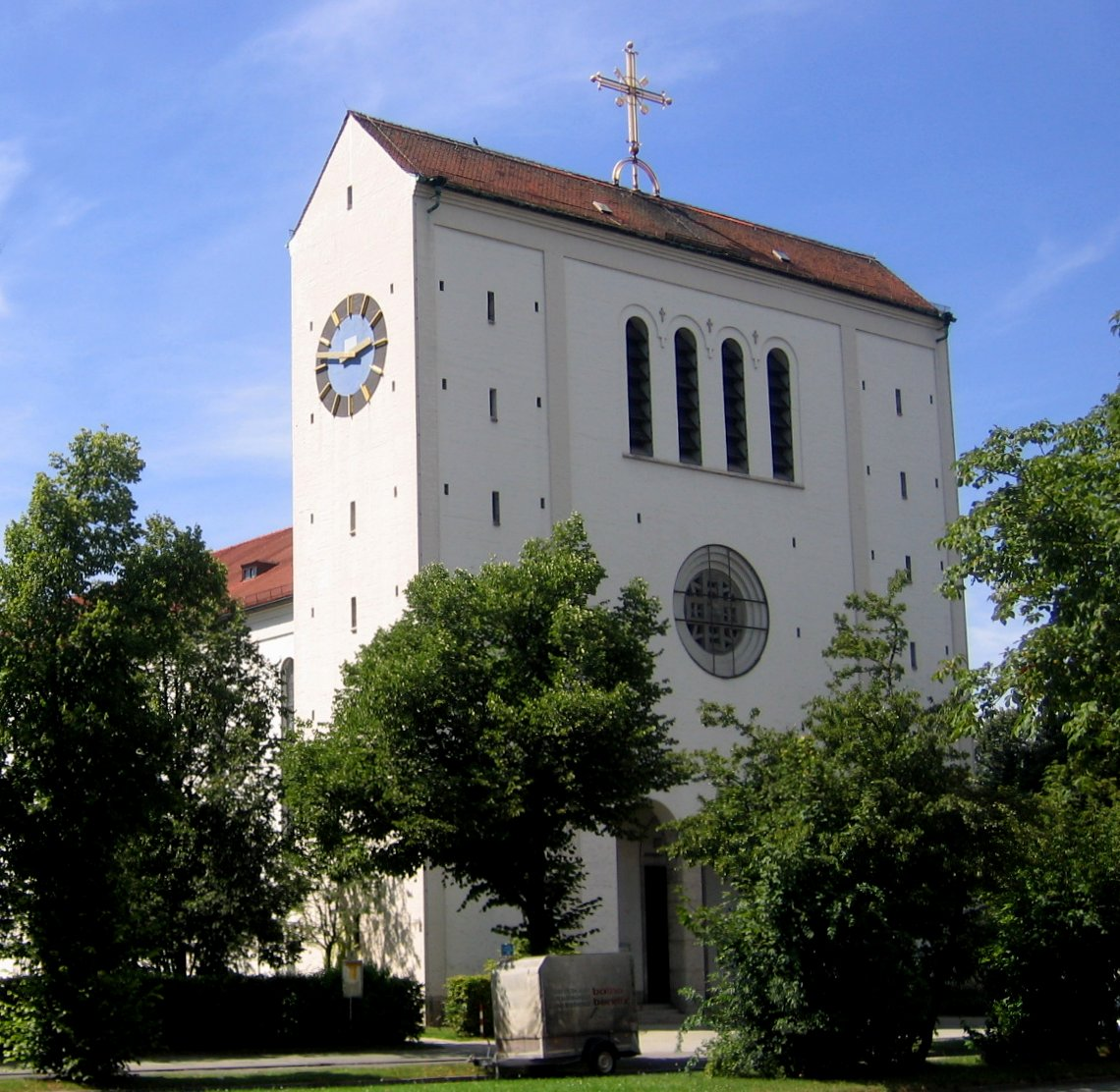
Die Kirche St. Pius

Der Piusplatz ist eine öffentliche Grünfläche im Münchner Stadtbezirk Berg am Laim. Er hat seinen Namen von der nahen Kirche St. Pius. Ein Großteil der umliegenden Häuser stammt aus den 1930er bis 1950er Jahren und ist Eigentum der städtischen Wohnungsbaugesellschaft GEWOFAG.
Er gehört mit den einfachen Wohnlagen des Umfelds zum 2005 beschlossenen Sanierungsgebiet „Innsbrucker Ring / Baumkirchner Straße“ und wurde von April 2011 bis August 2012 umgestaltet. Dabei wurden neue Aufenthaltsbereiche am Platz angelegt.
Das Konzept für das neue Werksviertel sieht vor, dass der Piusplatz an dieses durch einen Grünzug angebunden wird.